# The Girl Is Crying in Her Latte
The Girl Is Crying in Her Latte è il venticinquesimo album in studio del gruppo musicale statunitense Sparks, pubblicato nel 2023.

## Tracce
Testi e musiche di Ron e Russell Mael.
1. The Girl Is Crying in Her Latte – 2:56
2. Veronica Lake – 3:02
3. Nothing Is as Good as They Say It Is – 3:13
4. Escalator – 2:57
5. The Mona Lisa's Packing, Leaving Late Tonight – 3:33
6. You Were Meant for Me – 4:16
7. Not That Well-Defined – 3:29
8. We Go Dancing – 3:07
9. When You Leave – 4:18
10. Take Me for a Ride – 4:07
11. It's Sunny Today – 2:39
12. A Love Story – 3:17
13. It Doesn't Have to Be That Way – 3:40
14. Gee, That Was Fun – 3:01

## Formazione
- Russell Mael – voce
- Ron Mael – tastiera, programmazione
- Steven Nistor – batteria
- Evan Weiss – chitarra
- Eli Pearl – chitarra
- Max Whipple – basso

## Classifiche
| Classifica (2023) | Posizione raggiunta |
| ----------------- | ------------------- |
| Regno Unito       | 7                   |